# Lucille Young
Lucille May Young (6 de marzo de 1883–2 de agosto de 1934) fue una actriz estadounidense de principios de la época del cine mudo.

## Primeros años
Lucille May Young nació el 6 de marzo de 1883 en Lansing, Michigan, hija de Glendower Young (1858–1927) y Katherine Bessie "Kittie" Young (1861–1942). Tenía un hermano, Howard Earl Young, que había nacido un año antes. Algunas fuentes dan a Lucille con el nombre de Lucia Medina, el año de nacimiento 1892 y el lugar de nacimiento Lyon, Francia.
El matrimonio de sus padres duró poco y su madre se volvió a casar con James Mortimer Terry, con lo que Young tuvo una medio hermana, Ethel Terry, que también fue actriz (no confundir con Ethel Grey Terry).

## Carrera
En 1905, Lucille y Ethel empezaron a actuar en vodevil en Detroit. Una producción señalada en el Detroit Free Press fue "Isles of Spice". Se la menciona como actriz en el gigante del vodevil, Vaughan Glaser Company en 1907.
Alrededor de 1909 se trasladó a Nueva York, donde empezó a trabajar en el cine con The Thanhouser Company. Sus primeros papeles en el cine fueron en 1910, junto a George Larkin en An Indian's Gratitude y en The Vicar of Wakefield junto a Martin Faust y Anna Rosemond. Desde 1910 hasta finales de 1914, Young participó en treinta y seis películas, la mayoría de ellas cortometrajes. Apareció en otras dieciocho películas en 1915, que sería su mejor año.
De 1916 a 1930 participó en veinticuatro películas, entre ellas The Daredevil junto a Tom Mix y Eva Novak, y frente a Marceau Moore en The Invisible Enemy. Todas menos dos de sus apariciones en el cine durante ese período serían en 1920, con un intervalo de cinco años entre 1920 y 1925 antes de que tuviera otro papel en el cine, y luego un intervalo de cinco años hasta su último papel en 1930. Murió tras una infructuosa intervención quirúrgica el 2 de agosto de 1934 en Los Ángeles.

## Vida personal
En 1918, Young se casó con un abogado, el teniente Hale Day, en San Diego. El matrimonio no tuvo hijos y acabó en divorcio.

## Filmografía seleccionada
- White Fawn's Devotion (1910)
- An Indian's Gratitude (1910)
- The Vicar of Wakefield (1910)
- The Scarlet Letter (1911)
- Hearts and Crosses (1913)
- The Spell of the Poppy (1915)
- The Woman from Warren's (1915)
- Daphne and the Pirate (1916)
- The Flying Torpedo (1916)
- The Invisible Enemy (1916)
- The Old Folks at Home (1916) as Lucia Medina
- The Heiress at Coffee Dan's (1916)[7]
- The Soul of Satan (1917)
- Rose o' Paradise (1918)
- The Greatest Thing in Life (1918)
- Fuss and Feathers (1918)
- The Virtuous Thief (1919)
- The Terror (1920)
- The Daredevil (1920)
- The False Road (1920)